# Terra Atlantica
Terra Atlantica je německá powermetalová hudební skupina založená v roce 2014 v Hamburku bubeníkem Nicem Hauschildtem a kytaristou a zpěvákem Tristanem Hardersem. O rok později začali spolu s baskytaristou Karimem Djemaiem a druhým kytaristou Mikem Termanem s nahrávání debutového alba, to ale trvalo déle, než skupina původně předpokládala. Debutová deska tak vyšla až na podzim roku 2017 a jmenovala se A City Once Divine.
Skupina se textově zabývá tématem bájné země Atlantidy. Hudebně jde o power metal, na debutovém albu se ale také objevuje pár thrashmetalových úseků a v jedné písni také growling.

## Sestava
- Tristan Harders – zpěv, kytara
- Mike Terman – kytara, doprovodný zpěv
- Karim Djemai – basová kytara
- Nico Hauschildt – bicí, doprovodný zpěv

## Diskografie
- A City Once Divine (2017)
- Age of Steam (2020)
- Beyond The Borders (2022)